# Équipe cycliste Terrot
L'équipe cycliste Terrot est une équipe cycliste franco-belge de cyclisme professionnel sur route, active entre 1931 et 1956. Les principaux coureurs qui ont fait partis de l'équipe sont Roger Rondeaux, Jean Robic, Louis Aimar, Marcel Ernzer et Federico Bahamontes.
Elle est sponsorisée par l'entreprise de construction d'engins mécaniques Terrot, basée à Dijon et qui fabrique également des bicyclettes. Durant son existence, elle court avec une licence française, à l'exception des saisons 1949 à 1951, où elle devient belge. Entre 1952 et 1955, elle est l'équipe dominante du peloton international. Entre 1957 et 1960, l'équipe n'existe plus, mais Terrot continue à sponsoriser des coureurs individuellement.

## Principales victoires

### Compétitions internationales
Contrairement aux autres courses, les championnats du monde de cyclisme sont disputés par équipes nationales et non par équipes commerciales.
Championnats du monde
- Cyclo-cross : 3
  - 1951, 1952 et 1953 (Roger Rondeaux)

### Courses d'un jour
- Grand Prix d'Espéraza : 1937 (Louis Aimar)
- Grand Prix de Lancey : 1937 (André Berruezo)[3]
- Grand Prix des Commerçants des Etats Unis: 1937 (André Berruezo)[4]
- Grand Prix des Nations : 1938 et 1941 (Louis Aimar)
- Grand Prix cycliste de Mende : 1938 (Louis Aimar)
- Grand Prix de la Soierie : 1938 (André Berruezo)[5]
- Gand-Wevelgem : 1951 (André Rosseel)
- Grand Prix de l'Escaut : 1951 (Ernest Sterckx)
- Tour des onze villes : 1952 et 1951 (Hilaire Couvreur)
- Clásica a los Puertos de Guadarrama : 1952 (Antonio Gelabert) et 1955 (Federico Bahamontes)
- Liège-Bastogne-Liège : 1954 (Marcel Ernzer)

### Courses par étapes
- Tour du Maroc : 1939 (Oreste Bernardoni) et 1953 (Hilaire Couvreur)
- Tour du Sud-Est : 1939 (Nello Troggi)
- Tour d'Algérie : 1949 (Hilaire Couvreur)
- Tour d'Afrique du Nord : 1950 (Hilaire Couvreur) et 1951 (André Rosseel)
- Tour de Luxembourg : 1951 (Marcel Ernzer) et 1954 (Jean-Pierre Schmitz)
- Tour des Asturies : 1953 (Antonio Gelabert) et 1955 (Federico Bahamontes)
- Critérium du Dauphiné libéré : 1953 (Lucien Teisseire) et 1954 (Nello Lauredi)

### Championnats nationaux
- Championnat de France de cyclo-cross : 4
  - Élites : 1951, 1952, 1953 et 1954 (Roger Rondeaux)

- Championnat de France sur piste : 1
  - Poursuite : 1941 (Louis Aimar)